# St. Mary in the Marsh
St. Mary in the Marsh es una parroquia civil y un pueblo del distrito de Folkestone and Hythe, en el condado de Kent (Inglaterra). Dentro del límite de la parroquia se encuentra también el pueblo de St. Mary's Bay.

## Geografía
Según la Oficina Nacional de Estadística británica, St. Mary in the Marsh tiene una superficie de 13,96 km².

## Demografía
Según el censo de 2001, St. Mary in the Marsh tenía 2797 habitantes (47,84% varones, 52,16% mujeres) y una densidad de población de 200,36 hab/km². El 14,98% eran menores de 16 años, el 69,43% tenían entre 16 y 74 y el 15,59% eran mayores de 74. La media de edad era de 48,48 años. Del total de habitantes con 16 o más años, el 17,37% estaban solteros, el 62,78% casados y el 19,85% divorciados o viudos.
El 96,46% de los habitantes eran originarios del Reino Unido. El resto de países europeos englobaban al 1,89% de la población, mientras que el 1,64% había nacido en cualquier otro lugar. Según su grupo étnico, el 99,07% eran blancos, el 0,43% mestizos, el 0,21% asiáticos, el 0,14% negros y el 0,14% chinos. El cristianismo era profesado por el 78,94%, el hinduismo por el 0,14%, el judaísmo por el 0,11%, el islam por el 0,11% y cualquier otra religión, salvo el budismo y el sijismo, por el 0,36%. El 12,3% no eran religiosos y el 8,04% no marcaron ninguna opción en el censo.
1056 habitantes eran económicamente activos, 1007 de ellos (95,36%) empleados y 49 (5,64%) desempleados. Había 1254 hogares con residentes, 46 vacíos y 58 eran alojamientos vacacionales o segundas residencias.